# Laudes Regiæ
Laudes Regiæ är en hymn inom romersk-katolsk liturgi. Texten har varianter, men hymnen inleds oftast med Christus vincit! Christus regnat! Christus imperat!, vilket utgör dess alternativa titel. Hymnen sjungs vid särskilt högtidliga tillfällen, till exempel vid installationen av en påve.

## Text
Christus vincit! Christus regnat! Christus imperat
Christus vincit! Christus regnat! Christus imperat!
Exaudi, Christe
Exaudi, Christe
Ecclesiae santae Dei salus perpetua
Redemptor mundi, tu illam adiuva
Sancta Maria, tu illam adiuva
Sancta Mater Ecclesiae, tu illam adiuva
Regina Apostolorum, tu illam adiuva
Sancte Michael, Gabriel et Raphael tu illam adiuva
Sancte Ioannes Baptista, tu illam adiuva
Sancte Ioseph, tu illam adiuva
Christus vincit! Christus regnat! Christus imperat!
Exaudi, Christe.
N., Summo Pontifici et universali Pape, vita!
Salvator mundi, tu illum adiuva
Sancte Petre, tu illum adiuva
Sancte Paule, tu illum adiuva
Christus vincit! Christus regnat! Christus imperat!
Exaudi, Christe.
Exaudi, Christe
Episcopis catholicae et apostolicae fidei cultoribus,
eorumque curis fidelibus, vita!
Salvator mundi, tu illos adiuva
Sancte Andrea, tu illos adiuva
Sancte Iacobe, tu illos adiuva
Sancte Ioannes, tu illos adiuva
Sancte Thoma, tu illos adiuva
Sancte Iacobe, tu illos adiuva
Sancte Philippe, tu illos adiuva
Sancte Bartholomaee, tu illos adiuva
Sancte Matthaee, tu illos adiuva
Sancte Simon, tu illos adiuva
Sancte Thaddaee, tu illos adiuva
Sancte Matthia, tu illos adiuva
Sancte Barnaba, tu illos adiuva
Sancte Luca, tu illos adiuva
Sancte Marce, tu illos adiuva
Sancti Timothee et Tite, vos illos adiuvate
Christus vincit! Christus regnat! Christus imperat!
Exaudi, Christe.
Exaudi, Christe
Sancti Protomartyres Romani, vos illos adiuvate
Sancte Ignati, tu illos adiuva
Sancte Polycarpe, tu illos adiuva
Sancte Cypriane, tu illos adiuva
Sancte Bonifati, tu illos adiuva'
Sancte Stanislae, tu illos adiuva
Sancte Thoma, tu illos adiuva
Sancti Ioannes et Thoma vos illos adiuvate
Sancte Iosaphat, tu illos adiuva
Sancte Paule, tu illos adiuva
Sancte Ioannes et Isaac, vos illos adiuvate
Sancte Petre, tu illos adiuva
Sancte Carole, tu illos adiuva
Sancta Agnes, tu illos adiuva
Sancta Caecilia, tu illos adiuva
Omnes sancti martyres, vos illos adiuvate
Sancte Clemens tu illos adiuva
Sancte Athanasi, tu illos adiuva
Sancte Leo Magne, tu illos adiuva
Sancte Gregorio Magne, tu illos adiuva
Sancte Ambrosi, tu illos adiuva
Sancte Augustine, tu illos adiuva
Sancti Basili et Gregori, vos illos adiuvate
Sancte Ioannes, tu illos adiuva
Sancte Martine, tu illos adiuva
Sancte Patrici, tu illos adiuva
Sancti Cyrille et Methodi, vos illos adiuvate
Sancte Carole, tu illos adiuva
Sancte Roberte, tu illos adiuva
Sancte Francisce, tu illos adiuva
Sancte Ioannes Nepomucene, tu illos adiuva
Sancte Pie, tu illos adiuva
Omnes sancti potifices et doctores, vos illos adiuvate
Christus vincit! Christus regnat! Christus imperat!
Exaudi, Christe.
Exaudi, Christe
Populis cunctis et omnibus hominibus bonae voluntatis:
pax a Deo, rerum ubertas morumque civilium rectitudo.
Sancte Antoni, tu illos adiuva
Sancte Benedicte, tu illos adiuva
Sancte Bernarde, tu illos adiuva
Sancte Francisce, tu illos adiuva
Sancte Dominice, tu illos adiuva
Sancte Philippe, tu illos adiuva
Sancte Vincenti, tu illos adiuva
Sancte Ioannes Maria, tu illos adiuva
Sancta Catharina, tu illos adiuva
Sancta Teresia a Iesu, tu illos adiuva
Sancta Rosa, tu illos adiuva
Omnes sancti presbyteri et religiosi, vos illos adiuvate
Omnes sancti laici, vos illos adiuvate
Christus vincit! Christus regnat! Christus imperat!
Ipsi soli imperium,
laus et iubilatio
per saecula saeculorum.
Amen
Christus vincit! Christus regnat! Christus imperat!
Tempora bona habeant! Tempora bona habeant!
Redempti sanguine Christi.
Feliciter! Feliciter! Feliciter!
Pax Christi veniat!
Regnum Christi veniat!
Deo Gratias!
Amen

### Webbkällor
- ”Santa Messa, Imposizione del Pallio e Consegna dell'Anello del Pescatore per l'inizio del ministero Petrino del Vescovo di Roma Benedetto XVI”. Ufficio delle Celebrazioni Liturgiche del Sommo Pontefice. 24 april 2005. http://www.vatican.va/news_services/liturgy/2005/documents/ns_lit_doc_20050424_messa-inizio-pontif_it.html. Läst 9 januari 2019.